# دانيال رووي (لاعب كريكت)
دانيال رووي (22 مارس 1984 - ) (بالإنجليزية: Daniel Rowe)‏ هو لاعب كريكت بريطاني.

## وصلات خارجية
- دانيال رووي على موقع إي آس بي آن كريك إنفو (الإنجليزية)